# Chassagne
Chassagne är en kommun i departementet Puy-de-Dôme i regionen Auvergne-Rhône-Alpes i centrala Frankrike. Kommunen ligger i kantonen Ardes som tillhör arrondissementet Issoire. År 2022 hade Chassagne 81 invånare.

## Befolkningsutveckling
Antalet invånare i kommunen Chassagne
| Referens: INSEE |